# Sparks Fly (canção)
"Sparks Fly" é uma canção da artista estadunidense Taylor Swift, contida em seu terceiro álbum de estúdio, Speak Now (2010). Escrita e produzida pela própria intérprete, contou com o auxílio de Nathan Chapman na produção. A obra tornou-se popular entre os fãs da cantora após uma apresentação ao vivo realizada em 2007, que, posteriormente, foi pedida para ser incluída no disco. Foi lançada como o quarto single de Speak Now em 18 de junho de 2011, na loja oficial de Swift foi disponibilizado um CD single por tempo limitado em 10 de agosto do mesmo ano.
"Sparks Fly" foi bem recebida pela crítica especializada, principalmente no que se refere ao seu ritmo otimista, afirmando ser um cruzamento entre o country e a música pop. Comercialmente, a canção estreou na décima sétima posição da Billboard Hot 100, nos Estados Unidos, e após o seu lançamento como single, conseguiu reentrar na tabela musical no número 84, onde recebeu um certificado de platina da Recording Industry Association of America (RIAA) pelas 1,1 milhão de cópias vendidas. No Canadá, atingiu a 28.ª colocação no Canadian Hot 100. O videoclipe correspondente para "Sparks Fly" foi dirigido por Christian Lamb, e mostra a artista se apresentando em sua segunda turnê mundial, a Speak Now World Tour (2011—12).

## Antecedentes e lançamento
"Esta é uma canção que escrevi há alguns anos e na qual trabalho desde então. Tem sido fantástico vê-la mudar ao longo dos anos. Os fãs já a ouviram antes em um concerto, mas houve algumas mudanças das quais me orgulho e mal posso esperar para ouvirem".

— Comentário feito por Swift sobre "Sparks Fly", em seu website oficial.
Taylor Swift começou a trabalhar em seu terceiro álbum de estúdio, o Speak Now, dois anos antes do seu lançamento em 2010. Uma apresentação ao vivo de "Sparks Fly" foi divulgada na internet em 2007, e tornou-se favorita entre os fãs da intérprete, que, posteriormente, foi retrabalha e incluída em Speak Now, depois de vários pedidos para a sua inclusão no disco.
A canção foi enviada para as estações de rádio de música country em 18 de julho de 2011, como o quinto e penúltimo single de Speak Now. Na loja oficial de Swift, foi disponibilizado o CD single de "Sparks Fly" com um colar por tempo limitado, que vendeu 2,500 unidades.

## Composição
"Sparks Fly" é uma canção country pop com elementos de arena rock, e tem uma duração de quatro minutos e 22 segundos. A obra, escrita unicamente por Swift, está em ré menor e conta com os vocais da cantora atingindo duas oitavas, indo de fá a dó. Bobby Peacock declarou que "não se importaria se o banjo da versão de 2007 estivesse nesta 'nova' versão", afirmando que a partir da segunda metade o seu refrão se enfraquece. Amanda Hensel, do Taste of Country, afirmou que Swift tenta fazer com que o romance pareça uma "má ideia", entretanto, percebe-se a insistência de fazer com que funcione, no refrão: "Largue tudo agora, encontre-me na chuva pura / Beije-me na calçada, leve a dor embora / Porque eu vejo, faíscas voando sempre que você sorri".
De acordo com Swift, a faixa é sobre "apaixonar-se por alguém por quem talvez não se deva apaixonar, mas não se pode parar porque há uma conexão e química".

## Recepção da crítica
Após seu lançamento, "Sparks Fly" recebeu comentários positivos da crítica especializada. Jonathan Keefe, da Slant Magazine, afirmou que a canção "poderia mudar as coisas para Swift, porque é uma excelente composição". Os vocais da cantora foram elogiados por Rob Sheffield, da Rolling Stone. As letras da obra foram descritas como "serenas", por Blake Boldt, da Engine 145, e finalizando que "são um tributo ao seu talento". Amanda Hensel, do website Taste of Country, escreveu: "'Sparks Fly' é mais uma daquelas faixas de Swift que mescla country com o pop, para criar um gênero cem por cento Taylor Swift". Uma lista feita pela Insider, em 2019, listou "Sparks Fly" como uma das "melhores dezoito canções escritas por adolescentes".

### Prêmios e indicações
| Ano  | Premiação                       | Categoria              | Resultado | Ref.   |
| ---- | ------------------------------- | ---------------------- | --------- | ------ |
| 2012 | Nickelodeon Kids' Choice Awards | Canção Favorita        | Indicado  | [ 18 ] |
| 2012 | BMI Awards                      | As Melhores 50 Canções | Venceu    | [ 19 ] |
| 2012 | BMI Awards                      | Canções Premiadas      | Venceu    | [ 19 ] |
| 2012 | Teen Choice Awards              | Melhor Canção Country  | Venceu    | [ 20 ] |

## Videoclipe
O videoclipe acompanhante para "Sparks Fly" foi dirigido por Christian Lamb, anunciado no website oficial de Swift em 8 de agosto de 2011, e lançado oficialmente em 10 de agosto. O vídeo apresenta algumas filmagens de Swift durante a Speak Now World Tour, tais como as apresentações de "Speak Now", "Back to December", "Better Than Revenge" e "Mean", e fotografias exclusivas. Os registros foram feitos em quatro datas diferentes da turnê, um incluindo em Newark, Nova Jérsei.

### Recepção
Billy Dukes, do Taste of Country, afirmou que o vídeo é mágico e possui um tom de teatralidade. Durante a semana de seu lançamento, o videoclipe obteve mais de 400 mil visualizações e ajudou Swift a subir no Social 50 da Billboard, elevando-a do número dezenove ao dez. Jocelyn Vena, da MTV News, elogiou as filmagens do vídeo, dizendo que "encapsula perfeitamente a alta energia da turnê".

## Apresentações ao vivo

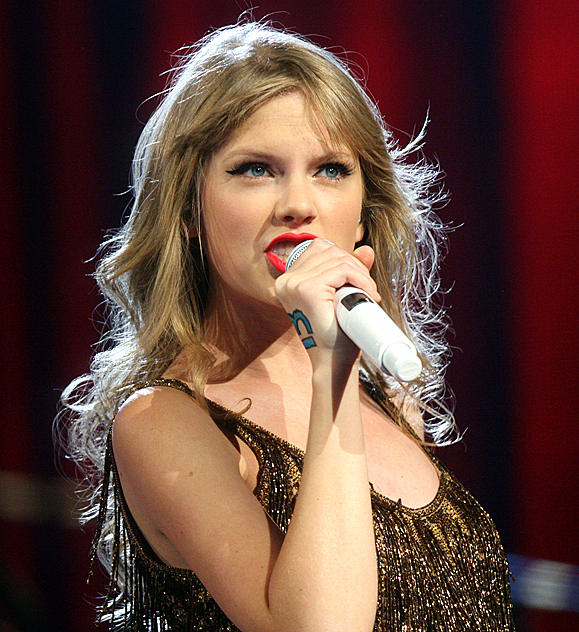
Swift interpretando "Sparks Fly" durante a Speak Now World Tour.

A primeira apresentação ao vivo de "Sparks Fly" ocorreu no Gold Country Casino em Oroville, na Califórnia, em 30 de maio de 2007. A canção era, na época, inédita e apresentanda com banjos e violinos, contendo uma letra distinta da versão presente no álbum. Na segunda turnê mundial de Swift, a Speak Now World Tour (2011—12), "Sparks Fly" serviu como a música de abertura, com fogos de artifício utilizados durante a sua apresentação. No álbum ao vivo Speak Now: World Tour Live, a obra é executada com guitarras elétricas ao invés de banjos, e descrita como "destaque do concerto" por Matt Bjorke, do Roughstock.
Swift apresentou "Sparks Fly" no CMA Music Festival, em 2011, e em 2016, no Formula 1 Grand Prix, em celebração aos dez anos de carreira da cantora. Em 2018, a intérprete apresentou uma versão acústica da faixa na Reputation Stadium Tour como parte das "canções surpresas" durante o concerto em Columbus, Ohio.

## Faixas e formatos
| CD single — edição limitada |              |         |  |
| N.º                         | Título       | Duração |  |
| 1.                          | "Sparks Fly" | 4:20    |  |

## Créditos
Todo o processo de elaboração de "Sparks Fly" atribui os seguintes créditos:
- Taylor Swift: vocalista principal, composição, produção, guitarra acústica
- Nathan Chapman: produção, guitarra acústica, banjo, baixo, guitarra eletrônica, bandolim, órgão, sintetizadores
- Bryan Sutton: guitarra acústica
- Amos Heller: baixo
- Tim Marks: baixo
- Tommy Sims: baixo
- John Gardner: bateria
- Nick Buda: bateria
- Shannon Forrest: bateria
- Grant Mickelson: guitarra eletrônica
- Mike Meadows: guitarra eletrônica
- Paul Sidoti: guitarra eletrônica
- Rob Hajacos: fiddle
- Tim Lauer: hammond B3
- Al Wilson: percussão
- Eric Darken: percussão
- Smith Curry: steel guitar

## Desempenho comercial
Nos Estados Unidos, após o lançamento de Speak Now, em 4 de novembro de 2010, "Sparks Fly" estreou na décima sétima posição da Billboard Hot 100 devido aos 113 mil downloads pagos, e após o seu lançamento como single, houve uma reentrada na Billboard Hot 100 em 27 de agosto de 2011, na 84.ª posição. A faixa ficou incluída em segundo lugar numa lista feita pela Billboard de "cinco possíveis sucessos pops para 2011". Na Hot Country Songs a obra debutou no posicionamento de número 49, e saltou para o n.º 39 em 6 de agosto de 2011, e em 8 de outubro, saltou da décima terceira para o décimo lugar, conseguindo atingir a primeira colocação em 26 de novembro. "Sparks Fly" tornou-se a primeira música de trabalho de Swift em dois anos — desde "You Belong with Me", em 2009 — a chegar ao topo da Hot Country Songs.
Entre novembro de 2011 e abril de 2014, a canção recebeu um certificado de ouro e platina pela Recording Industry Association of America (RIAA), e foi divulgado em novembro de 2017, que o single havia vendido 1,1 milhão de cópias em território estadunidense.

### Posições nas tabelas musicais
| Tabela musical (2010—11)                     | Melhor posição |
| -------------------------------------------- | -------------- |
| Austrália (ARIA)                             | 97             |
| Canadá (Canadian Hot 100)                    | 28             |
| Canadá (Billboard Country)                   | 3              |
| Estados Unidos (Billboard Hot 100)           | 17             |
| Estados Unidos (Billboard Hot Country Songs) | 1              |

| Tabela musical (2011)                        | Melhor posição |
| -------------------------------------------- | -------------- |
| Estados Unidos (Billboard Hot Country Songs) | 37             |

### Certificações e vendas
| Região                | Certificação | Vendas    |
| --------------------- | ------------ | --------- |
| Estados Unidos (RIAA) | Platina      | 1,100,000 |

## Histórico de lançamento
| País           | Data                 | Formato                      | Gravadora(s)        |
| -------------- | -------------------- | ---------------------------- | ------------------- |
| Estados Unidos | 18 de julho de 2011  | Rádios country               | Big Machine Records |
| Estados Unidos | 10 de agosto de 2010 | Edição limitada em CD single | Big Machine Records |